# Гобер, Жак Николя
Жак Николя Гобер (фр. Jacques Nicolas Gobert; 1 июня 1760 или 22 мая 1760, Бас-Тер — 17 июля 1808, Гварроман, Андалусия) — французский военачальник, дивизионный генерал.

## Биография
Родился в городе Бас-Тер на острове Гваделупа в Карибском море, который в те дни являлся колонией Франции (ныне — её заморский департамент). В возрасте 20 лет, в 1780 году, впервые приехал во Францию, где поступил в Инженерную школу. После этого служил в инженерных войсках и к 1791 году имел чин капитана.
С началом Французской революции Гобер блестяще проявил себя в рядах революционной армии. Когда генерал Дюмурье задумал переход на сторону противника, Гобер одним из первых отказался повиноваться его подозрительным приказаниям. Гобер, кроме того, хорошо показал себя, участвуя в боевых действиях, и уже в 1793 году указом генерала Огюста Дампьера был произведён вбригадные генералы (чин был утверждён правительством в том же году). 
Однако, когда якобинский террор набрал обороты, Гобер, наряду со многими другими, был заключён в тюрьму по обвинению в дворянском происхождении. Из тюрьмы он направил в Конвент меморандум, где напоминал о своей роли в событиях, связанных с изменой Дюмурье. Меморандум оказал частичное действие — Гобера освободили из тюрьмы и вернули в армию, но только в чине шефа батальона. 
После этого Гобер был назначен начальником штаба генерала Гоша в ходе событий связанных с отражением десанта, который французские эмигранты пытались высадить с английских кораблей в Бретани в помощь шуанам и последовавшей битвой при Кибероне. Однако, уже вскоре между Гошем и Гобером произошел конфликт и Гош, без объяснения причин (по версии Гобера), отстранил последнего от должности начальника своего штаба. Гобер обжаловал это решение в Париже, и в конце концов смог вернуть себе даже чин бригадного генерала (1799). 
После прихода к власти Наполеона, Гобер участвовал в боевых действиях Войны второй коалиции, а затем был направлен на Сан-Доминго в составе экспедиционных сил генерала Ришпанса. По дороге на Сан-Доминго, узнав, что на родной для Гобера Гваделупе черные рабы также восстали, Ришпанс поручил Гоберу восстановить контроль над Гваделупой. Гобер под огнём повстанцев произвёл высадку с кораблей и успешно рассеял скопища мятежников, восстановил рабство и тем самым спас от гибели французское население. 
После этого Гобер некоторое время занимал должность губернатора Гваделупы (тогда как Ришпанс с главными силами отплыл на Сан-Доминго), а затем, решив что на Гваделупе ему делать больше нечего, и что он сможет принести больше пользы на континенте, самовольно оставил свой пост и отплыл во Францию, где был незамедлительно уволен в отставку, правда с производством в чин дивизионного генерала.
Впрочем, уже вскоре он сменил генерала Суама во главе одной из французских дивизий, в 1806 году был назначен комендантом Миндена, а затем вновь — дивизионным командиром.
В 1808 году Гобер отправился в Испанию, где спустя некоторое время получил приказ оказать поддержку армии генерал Дюпона, получившей приказ занять главный оплот и тыловую базу герильясов — город Кадис. Разбив герильясов и штыками проложив себе путь через ущелья, Гобер прибыл в Байлен. Тем временем из Кадиса выступил с крупными силами испанский командующий Кастаньос, который отбросил к Байлену войска французского генерала Лиже-Белера. Положение в этой ситуации спас Гобер, который с незначительными силами (два батальона пехоты и полк кирасир) произвёл успешную контратаку против испанцев. 
Однако, в ходе этого боя Гобер был тяжело ранен и  несколько дней спустя скончался в городке Гуарроман. Все остальные войска генерала Дюпона, после нескольких дней не слишком успешных сражений, капитулировали перед испанцами в Байлене, так что Гобер, фактически, так и остался единственным героем этого крайне неудачного похода.
Возможно, поэтому на могиле генерала на парижском кладбище Пер-Лашез был воздвигнут полноразмерный конный памятник за авторством известного скульптора Давида д’Анже. Случай Гобера так и остался одним из немногих, когда конный монумент венчает надгробие. 
Имя генерала также написано на западной опоре парижской Триумфальной арки.